# دوغلاس هايد
دوغلاس هايد (بالإنجليزية: Douglas Hyde) (17 يناير 1860 - 12 يوليو 1949 في دبلن) كان شاعرا أيرلنديا، وأول رئيس لجمهورية أيرلندا. تولى الرئاسة من عام 1938 حتى عام 1945.
بعد دراسته في المدرسة العادية، درس دوغلاس علم القانون لكنه لم يعمل فيما بعد كمحام. أسس عام 1893 رابطة غيلي (Gaelic League) للإحياء والحفاظ على اللغة الأيرلندية. في عام 1891 حصل على منصب أستاذ في اللغات الحديثة في جامعة نيو برونزويك في كندا، لكنه عاد بعد عامين إلى أيرلندا. عمل من عام 1909 إلى عام 1932 أستاذاً للأيرلندية الحديثة في جامعة دبلن. أصبح بين عامي 1938 و1945 أول رئيس لجمهورية أيرلندا.

## روابط خارجية
- دوغلاس هايد على موقع الموسوعة البريطانية (الإنجليزية)
- دوغلاس هايد على موقع مونزينجر (الألمانية)
- دوغلاس هايد على موقع ميوزك برينز (الإنجليزية)
- دوغلاس هايد على موقع ديسكوغز (الإنجليزية)